# Wysoka (powiat Suski)
Wysoka is een dorp in het Poolse woiwodschap Klein-Polen, in het district Suski. De plaats maakt deel uit van de gemeente Jordanów.

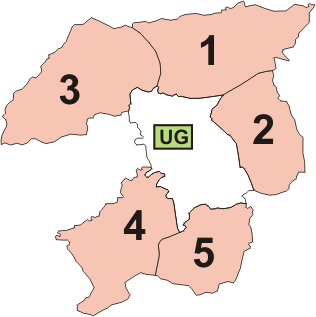
Nr. 5